# Grinling Gibbons
Grinling Gibbons (1648-1721) fou un tallista i escultor nascut als Països Baixos, el qual s'establí a Anglaterra el 1667.
John Evelyn el descobrí el 1671 i el presentà al rei Carles II i a Christopher Wren (1632-1723), el qual el feú treballar en la decoració del palau de Hampton Court i a la catedral de Saint Paul. El 1714 fou nomenat mestre tallista del rei Jordi I. A la seua època, Gibbons no tenia parió en la talla naturalista decorativa de fruita, flors i petxines entrellaçades en garlandes i adorns, amb petits animals, caps de querubins, etc.
Horace Walpole deia d'ell: "No hi ha un sol home abans de Gibbons que hagi donat a la fusta la llibertat i lleugeresa de les flors, i que hagi unit les diferents produccions dels elements amb el desordre lliure natural a cada espècie."
Se li han atribuït nombroses obres, tot i que moltes van ser creades per artistes influïts pel seu estil. Va treballar per a Christopher Wren i realitzà encàrrecs destacats a Burghley House i Petworth House. Malgrat la seva reputació, no va assolir el mateix domini en marbre i bronze, motiu pel qual col·laborà amb altres artistes, com Artus Quellinus III. La seva obra tingué una gran influència en la decoració de les mansions rurals angleses i en artesans posteriors com Thomas Chippendale.

## Galeria d'imatges

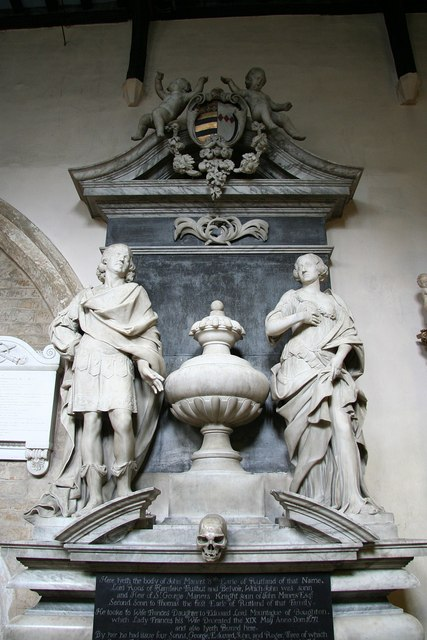
Monument a John Manners i la seua muller Grace a l'església de St Mary the Virgin (Bottesford, Leicestershire)
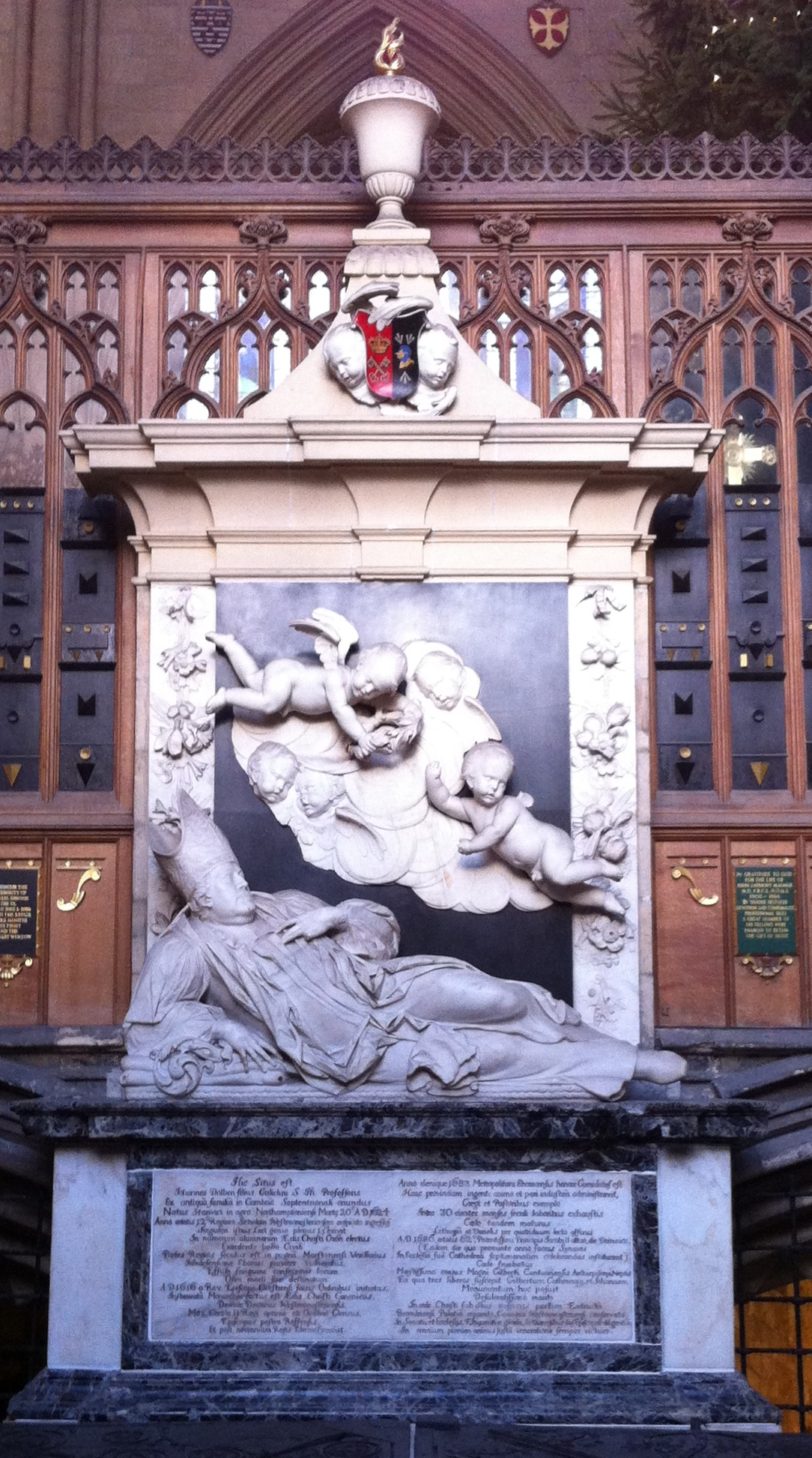
Monument a la memòria de l'arquebisbe John Dolben a la catedral de York (1688)
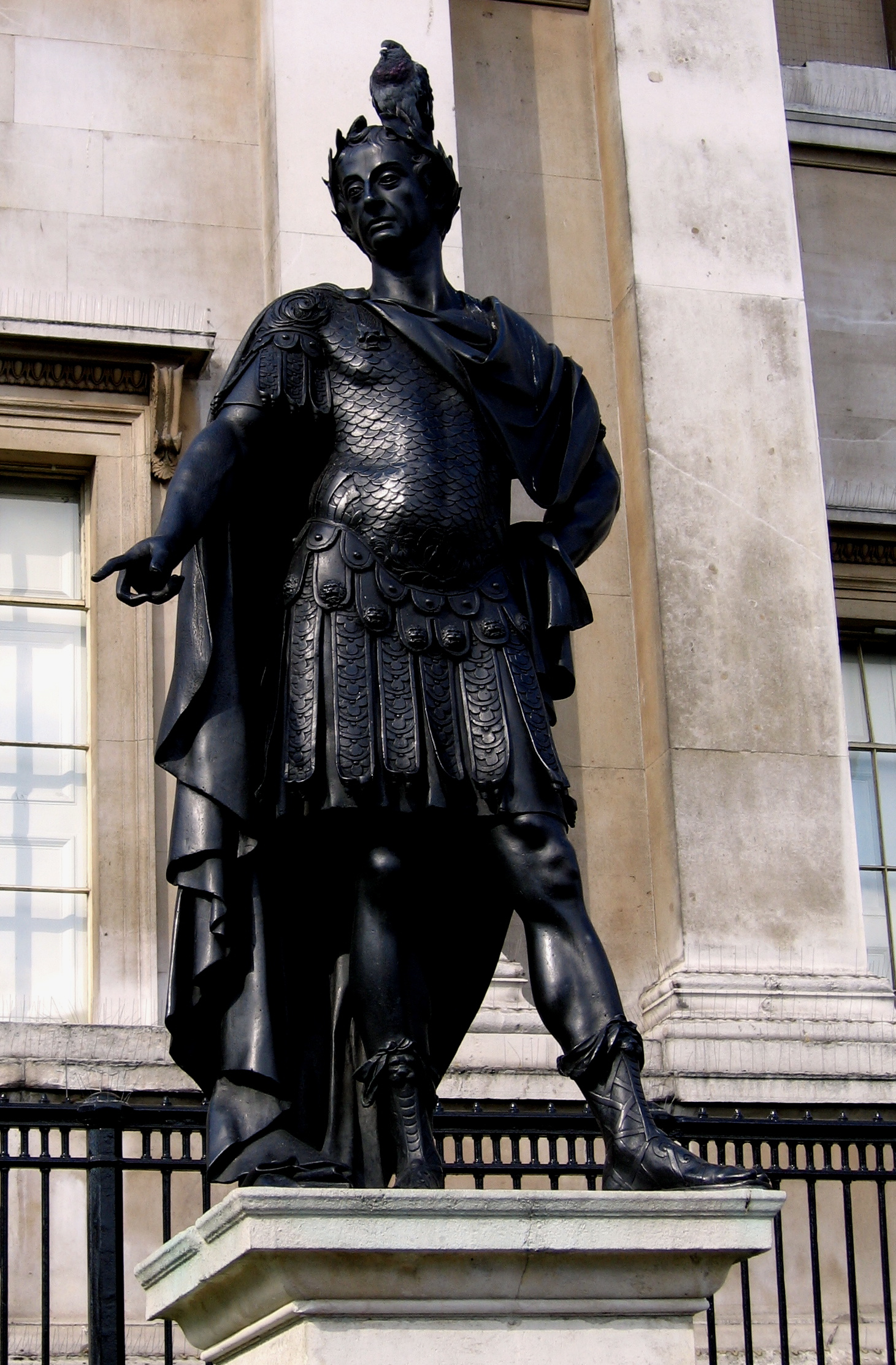
Estàtua de bronze de Jaume II a Trafalgar Square
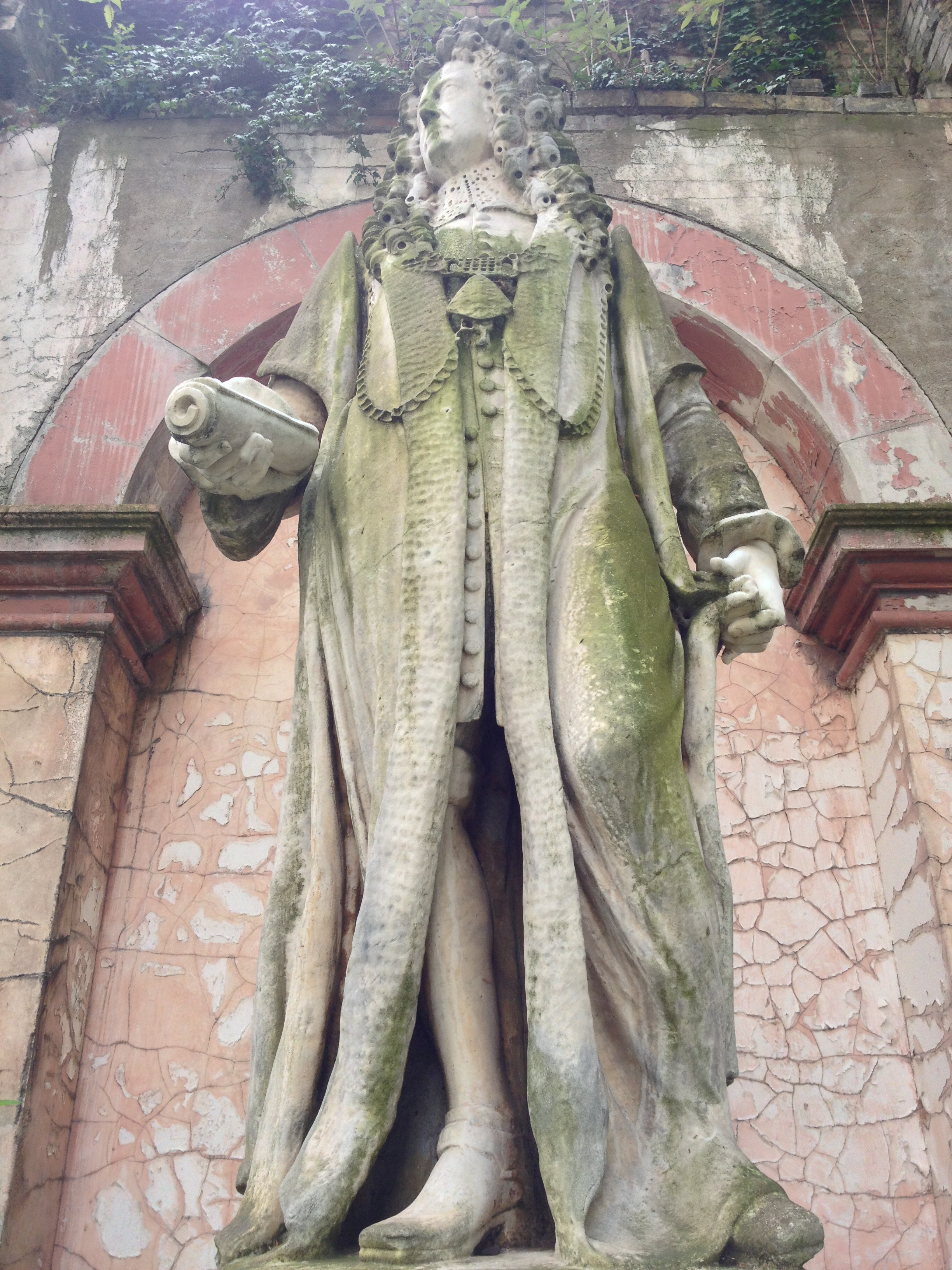
Estatua de Robert Clayton a l'hospital Saint Thomas de Londres
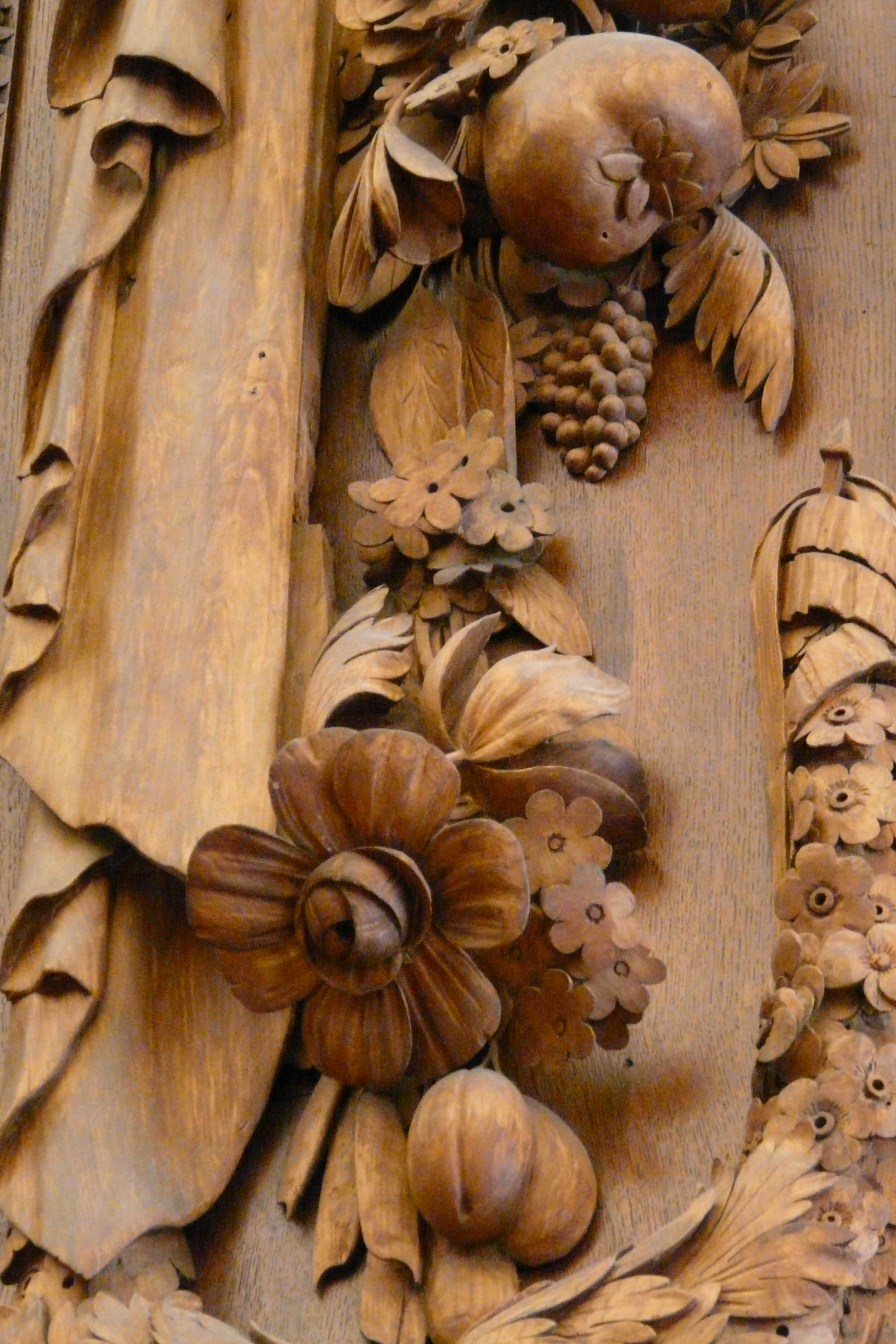
Talla de fusta d'una de les cambres de Guillem III d'Anglaterra i II d'Escòcia al palau de Hampton Court
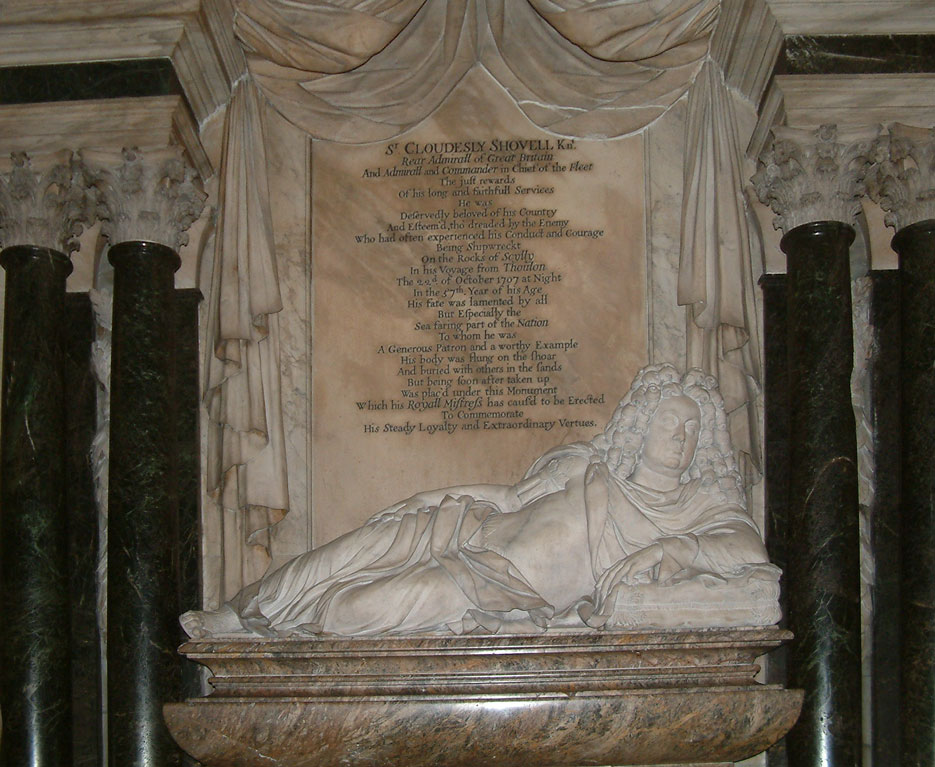
Monument a la memòria de l'almirall de la flota Cloudesley Shovell a l'abadia de Westminster
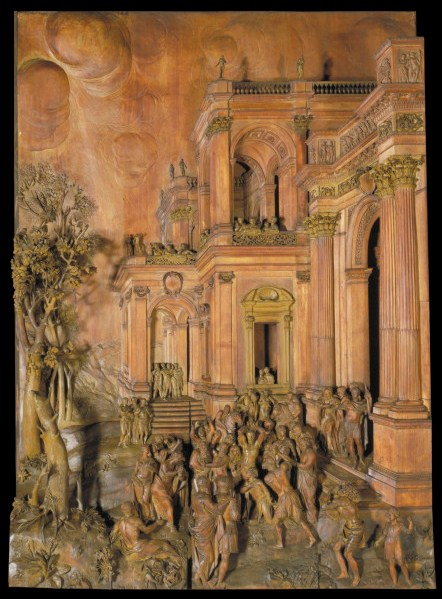
Lapidació de Sant Esteve màrtir al Victoria and Albert Museum (c. 1680)